# 10 ans de mariage
10 ans de mariage est une pièce de théâtre humoristique de l'auteur belge Alil Vardar, créée en 2012.

## Synopsis
Lisa compte faire plaisir à son mari Alec avec une fête surprise qu'elle organise pour célébrer leurs dix ans de mariage. De son côté, Alec a oublié l'anniversaire et comptait, ce même soir, demander le divorce.

## Personnages
- Lisa : Fabienne Carat
- Alec : Alil Vardar

## Télédiffusion
France 4 diffuse la pièce le vendredi 3 janvier 2014.